# Brønderslev Provsti
Brønderslev Provsti er et provsti i Aalborg Stift.  Provstiet ligger i Brønderslev Kommune.
Brønderslev Provsti består af 20 sogne med 21 kirker, fordelt på 9 pastorater.

## Pastorater
| Pastorater i Brønderslev Provsti   | Pastorater i Brønderslev Provsti                | Pastorater i Brønderslev Provsti |
| ---------------------------------- | ----------------------------------------------- | -------------------------------- |
| Aså-Melholt Pastorat               | Brønderslev-Serritslev Pastorat                 | Dronninglund-Dorf Pastorat       |
| Hellevad-Ørum Pastorat             | Hjallerup Pastorat                              | Jerslev-Hellum Pastorat          |
| Øster Brønderslev-Hallund Pastorat | Tolstrup-Stenum-Tise-Øster Hjermitslev Pastorat | Voer-Agersted Pastorat           |

## Sogne
| Sogne i Brønderslev Provsti | Sogne i Brønderslev Provsti | Sogne i Brønderslev Provsti |
| --------------------------- | --------------------------- | --------------------------- |
| Agersted Sogn               | Aså Sogn                    | Brønderslev Sogn            |
| Dorf Sogn                   | Dronninglund Sogn           | Hallund Sogn                |
| Hellevad Sogn               | Hellum Sogn                 | Hjallerup Sogn              |
| Jerslev Sogn                | Melholt Sogn                | Mylund Sogn                 |
| Serritslev Sogn             | Stenum Sogn                 | Tise Sogn                   |
| Tolstrup Sogn               | Voer Sogn                   | Ørum Sogn                   |
| Øster Brønderslev Sogn      | Øster Hjermitslev Sogn      |                             |